# Xesús Manuel Vega Buxán
Xesús Manuel Vega Buxán (Tuiriz-Pantón, província de Lugo, 1951) és un economista i polític gallec.
Es llicencià en ciències econòmiques per la Universitat del País Basc i és professor de la Facultat de Cièncias Econòmiques i Empresarials de la Universitat de Santiago de Compostel·la. Entre 1972 i 1973 fou un dels dirigents del Moviment Comunista de Galícia (MCG), amb el qual participà el 1976 del Consello de Forzas Políticas Galegas. Va dirigir el MCG quan es va unir amb la Lliga Comunista Revolucionària per a formar Inzar el 1991, que es va integrar en el Bloc Nacionalista Gallec. És membre de la comissió permanent d'aquest partit i a les eleccions al Parlament de Galícia de 1993, 1997 i 2001 fou elegit diputat per la província de la Corunya.